# Dicrotendipes ovaleformis
Dicrotendipes ovaleformis är en tvåvingeart som beskrevs av Oksana V. Zorina 2001. Dicrotendipes ovaleformis ingår i släktet Dicrotendipes och familjen fjädermyggor. Inga underarter finns listade i Catalogue of Life.